# Raquetbol

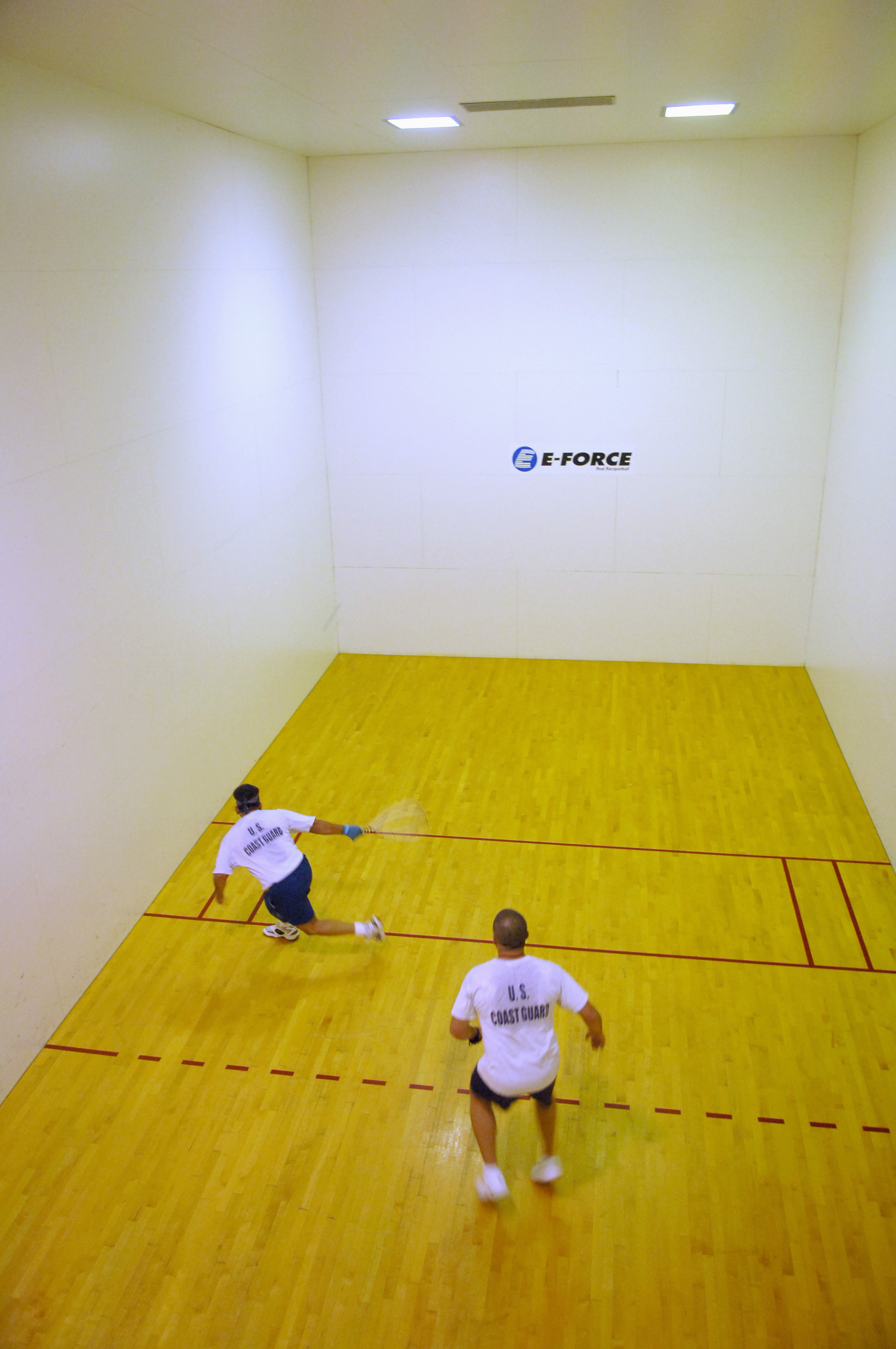
Cancha de raquetbol.

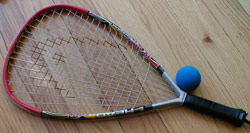
Raqueta y pelota de raquetbol.

El raquetbol o ráquetbol es un deporte  mixto reconocido por el Comité Olímpico Internacional. Es parecido al squash, ya que también se juega en una pista totalmente cerrada, con cuatro paredes y un techo. Los jugadores utilizan raquetas de cabeza ancha y puño corto para golpear una pelota mediana de goma contra las paredes y el techo. La pelota no deberá tocar el suelo antes de llegar a la pared delantera. El objetivo del juego es efectuar un saque o golpear la pelota de forma que el adversario no pueda devolverla correctamente. La pelota no puede rebotar más de una vez en el suelo. Antes del segundo bote de la pelota, se debe golpear la bola y esta debe llegar a la pared delantera, o frontis. En el raquetbol se juegan partidos individuales (uno contra uno) y dobles (en parejas).

## Campo de juego
El tamaño de la cancha es de 6.096 metros por 12.192 metros. La altura es de 6.096 metros.  Toda la superficie de paredes y techo está en juego. El piso es de madera y es muy importante que sea de un color muy claro para permitir que los jugadores no pierdan de vista la pelota al estar practicando. Las líneas son de color rojo generalmente. Las canchas son bajo techo en su mayoría. Ocasionalmente, puede practicarse además en canchas exteriores.

## Equipo
El campo y el equipo son los requeridos para jugar raquetbol:
- Un campo de raquetbol; con cuatro paredes y un techo, todas de superficies planas. Normalmente, la pared trasera es de vidrio resistente a golpes y existe una abertura en su parte superior donde pueden situarse más espectadores.
- Una pelota de raquetbol; una pelota hueca de goma de 57 mm de diámetro.
- Dos raquetas de raquetbol con una longitud de no más de 22 pulgadas.
- Lentes de raquetbol (que cumpla con las normas oficiales de la USRA).

Otro equipo útil y opcional incluye lo siguiente: un guante de raquetbol para sujetar firmemente la raqueta y evitar ampollas y golpes en la mano. Zapatos de campo de raquetbol.
El equipo de raquetbol varía mucho en calidad, durabilidad y precio. Las raquetas más livianas son preferidas a las más pesadas para mejorar el tiempo de respuesta; pero cuestan más. Las raquetas más finas cuentan con tecnología especial para las cuerdas, en las que algunas van desde arriba de la raqueta hasta el mango, haciendo más grande el "sweet spot" (el área donde la pelota rebota mejor). Existen variedad de colores para las pelotas y algunos fabricantes dan distintas características a cada color.

## El juego
Hay diferentes tipos de saques y lanzamientos en el raquetbol, cada uno con diferente propósito ya sea ofensivo o defensivo y dependiendo de cada situación, como la manera de jugar.